# Szabó József (evangélikus püspök)
| Szabó József püspök, Farkas András festménye. | Szabó József püspök, Farkas András festménye.                     |
| Kattints az alábbi külső linkek egyikére!     | Kattints az alábbi külső linkek egyikére!                         |
| --------------------------------------------- | ----------------------------------------------------------------- |
| Nem található szabad kép.(?)                  |                                                                   |
| külső link · jogvédett                        | Dr. Szabó József, a Madách-kutató püspök. Honismeret. 2003. 2.sz. |

Szabó József (Alsómesteri, 1902. április 2. – Győr, 1986. október 17.) evangélikus lelkész, irodalomtörténész, a Dunáninneni evangélikus egyházkerület püspöke 1948-tól 1952-ig.

## Életútja
1902-ben született a Vas vármegyei Alsómesteriben. Édesapja és bátyja is falusi bíróként dolgozott. A soproni teológián és Angliában végezte tanulmányait. Kapi Béla püspök Győrben, 1926-ban avatta lelkésszé. 1935-től a Harangszó főszerkesztője. Dániában és a skandináv államokban is folytatott tanulmányokat. 1927-től körmendi, 1929-től egyházkerületi, 1939-től győri, 1947-től komáromi lelkész. 1948-ban balassagyarmati székhellyel dunáninneni püspökké választották Kerületét ezzel együtt püspöki szolgálatát 1952-ben politikai okokból megszüntették, lelkészi munkáját Balassagyarmaton folytatta 1973-ban történt nyugdíjazásáig.
Ekkor Győrbe költözött, ahol értékes Madách-gyűjteményét a Xantus János Múzeumra hagyta. Jelentős evangelizációs szolgálatot végzett. Ifjúkorától foglalkozott Madách Imre Az ember tragédiája című drámájával, összegyűjtötte a mű összes fellelhető hazai és külföldi kiadását, Arany János után pedig elsőként gondozta annak szövegét. Mérlegelte a Madách életében megjelent két kiadás nyomdahibáit, majd újabb kiadások szövegingadozásait is áttekintette, s az Arany-módosítás helyett kilenc helyen visszaállította az eredeti szöveget. Több évtizedes kutatómunkája gyümölcseként 1972-ben jelent meg a mű díszkiadása Madách születésének 150. évfordulójára Bálint Endre illusztrációival. 
Tudományos munkásságát 1983-ban Madách-díjjal jutalmazták, majd a Teológiai Akadémia 1984-ben tiszteletbeli doktori (doctor honoris causa) címmel tüntette ki. 1986. október 17-én hunyt el Győrben. Balassagyarmaton utca és emléktábla őrzi emlékét.